# Офіт
Офі́т (рос. офит; англ. ophite; нім. Ophit m) — мінерал.
- 1) Щільний серпентин оливково-зеленого кольору.
- 2) Збірний термін для всіх жильних серпентинів. Згадується в книзі (курсах лекцій у Києво-Могилянській академії) Ф. Прокоповича «Про досконалі змішані неживі тіла — метали, камені та інші» (1705—1709 рр.).

## Різновиди
Розрізняють:
- Офіт лізардитовий (різновид, який має дифракційну картину, схожу до лізардиту),
- Офіт хризотиловий (різновид офіту, який має подібну, але не тотожну до клінохризотилу структуру).